# Liste der Mitglieder der 15. Knesset
Dies ist eine Liste der Mitglieder der 15. Knesset.
Die 120 Abgeordneten wurden am 17. Mai 1999 gewählt.
- Jisrael Achat: 26
- Likud: 19
- Schas: 17
- Meretz: 10
- Yisrael BaAliyah: 6
- Shinui: 6
- Mifleget ha-Merkas: 6
- Nationalreligiöse Partei: 5
- Vereinigtes Thora-Judentum: 5
- Vereinigte Arabische Liste: 5
- Nationale Union: 4
- Chadasch: 3
- Yisrael Beiteinu: 4
- Balad: 2
- Am Echad: 2

## Mitglieder der 15. Knesset
| Partei                     | Mitglied                | Notes |
| -------------------------- | ----------------------- | --- |
| Jisrael Achat              | Ehud Barak              | verließ die Knesset und ersetzt durch Eitan Cabel am 9. März 2001.                                                                                                |
| Jisrael Achat              | Schimon Peres           | |
| Jisrael Achat              | David Levy              | verließ Jisrael Achat, um Gesher, eine unabhängige Partei, zu gründen                                                                                             |
| Jisrael Achat              | Schlomo Ben Ami         | verließ die Knesset und ersetzt durch Orit Noked am 11. August 2002.                                                                                              |
| Jisrael Achat              | Jossi Beilin            | verließ die Knesset und ersetzt durch Eli Ben-Menachem am 17. November 1999                                                                                       |
| Jisrael Achat              | Matan Vilnai            | verließ die Knesset und ersetzt durch Colette Avital am 17. November 1999                                                                                         |
| Jisrael Achat              | Avraham Burg            | |
| Jisrael Achat              | Ra’anan Cohen           | verließ die Knesset und ersetzt durch Tzali Reshef am 21. August 2002                                                                                             |
| Jisrael Achat              | Uzi Bar’am              | verließ die Knesset und ersetzt durch Efi Oshaya am 15. Februar 2001                                                                                              |
| Jisrael Achat              | Dalia Itzik             | |
| Jisrael Achat              | Benjamin Ben Eliezer    | |
| Jisrael Achat              | Chaim Ramon             | |
| Jisrael Achat              | Eli Goldschmidt         | verließ die Knesset und ersetzt durch Mordechai Mishani am 15. Februar 2001                                                                                       |
| Jisrael Achat              | Avraham Schochat        | |
| Jisrael Achat              | Jael Dajan              | |
| Jisrael Achat              | Ophir Pines-Paz         | |
| Jisrael Achat              | Michael Melchior        | |
| Jisrael Achat              | Maxim Levy              | verließ Jisrael Achat um Gesher, eine unabhängige Partei, zu gründen. verließ die Knesset und ersetzt durch Yehuda Gilad am 5. Juni 2002.                         |
| Jisrael Achat              | Efraim Sneh             | |
| Jisrael Achat              | Nawaf Massalcha         | |
| Jisrael Achat              | Avraham Jechesk’el      | |
| Jisrael Achat              | Sofa Landver            | |
| Jisrael Achat              | Salach Tarif            | |
| Jisrael Achat              | Shalom Simhon           | |
| Jisrael Achat              | Yossi Katz              | |
| Jisrael Achat              | Weizmann Schiri         | |
| Likud                      | Benjamin Netanjahu      | |
| Likud                      | Silvan Schalom          | |
| Likud                      | Mosche Katzav           | verließ die Knesset und ersetzt durch Se’ev Boim am 31. Juli 2000.                                                                                                |
| Likud                      | Limor Livnat            | |
| Likud                      | Meir Shitrit            | |
| Likud                      | Gideon Ezra             | |
| Likud                      | Naomi Blumenthal        | |
| Likud                      | Ariel Sharon            | |
| Likud                      | Uzi Landau              | |
| Likud                      | Reuven Rivlin           | |
| Likud                      | Dan Nave                | |
| Likud                      | Tzachi Hanegbi          | |
| Likud                      | Israel Katz             | |
| Likud                      | Michael Eitan           | |
| Likud                      | Joschua Maza            | verließ die Knesset und ersetzt durch Eli Cohen am 22. Februar 2002.                                                                                              |
| Likud                      | Mosche Arens            | |
| Likud                      | Avraham Hirschson       | |
| Likud                      | Tzipi Livni             | |
| Likud                      | Hiob Kara               | |
| Schas                      | Arje Gamli’el           | |
| Schas                      | Elijahu Suissa          | |
| Schas                      | Eli Jischai             | |
| Schas                      | Shlomo Benizri          | |
| Schas                      | Jitzchak Kohen          | |
| Schas                      | Amnon Cohen             | |
| Schas                      | Nissim Dahan            | |
| Schas                      | David Azulai            | |
| Schas                      | David Tal               | verließ die Knesset und ersetzt durch Pinhas Tzabari am 14. November 2002.                                                                                        |
| Schas                      | Yitzhak Vaknin          | |
| Schas                      | Rahamim Malul           | |
| Schas                      | Meschulam Nahari        | |
| Schas                      | Yitzhak Saban           | |
| Schas                      | Nissim Ze'ev            | |
| Schas                      | Yair Peretz             | |
| Schas                      | Ofer Hugi               | |
| Schas                      | Yitzhak Gagula          | |
| Meretz                     | Jossi Sarid             | |
| Meretz                     | Ran Cohen               | |
| Meretz                     | Chaim Oron              | verließ die Knesset und ersetzt durch Mossi Raz am 25. Februar 2000.                                                                                              |
| Meretz                     | Amnon Rubinstein        | verließ die Knesset und ersetzt durch Uzi Even am 31. Oktober 2002.                                                                                               |
| Meretz                     | Anat Maor               | |
| Meretz                     | Zehava Gal-On           | |
| Meretz                     | Avshalom Vilan          | |
| Meretz                     | Ilan Gilon              | |
| Meretz                     | Naomi Chazan            | |
| Meretz                     | Hussniya Jabara         | |
| Yisrael BaAliyah           | Natan Scharanski        | |
| Yisrael BaAliyah           | Yuli-Yoel Edelstein     | |
| Yisrael BaAliyah           | Roman Bronfman          | verließ die Partei am 20. Juli 1999, um Bechira Demokratit, eine unabhängige Partei, zu gründen                                                                   |
| Yisrael BaAliyah           | Marina Solodkin         | |
| Yisrael BaAliyah           | Gennady Riger           | |
| Yisrael BaAliyah           | Alexander Tzinker       | verließ die Partei am 20. Juli 1999, um Bechira Demokratit, eine unabhängige Partei, zu gründen                                                                   |
| Shinui                     | Josef Lapid             | |
| Shinui                     | Avraham Poraz           | |
| Shinui                     | Jehudit Naot            | |
| Shinui                     | Josef Jitzchak Paritzky | |
| Shinui                     | Eli’ezer Sandberg       | |
| Shinui                     | Viktor Brailovsky       | |
| Mifleget ha-Merkas         | Jitzchak Mordechai      | verließ die Knesset am 28. März 2001 und ersetzt durch Yehiel Lasri.                                                                                              |
| Mifleget ha-Merkas         | Amnon Lipkin-Schachak   | verließ die Partei am 6. März 2001, um Derech Chadascha, eine unabhängige Partei, zu gründen. verließ die Knesset am 8. März 2001 und ersetzt durch Nehama Ronen. |
| Mifleget ha-Merkas         | Dan Meridor             | |
| Mifleget ha-Merkas         | Roni Milo               | verließ die Partei, um Lev, eine unabhängige Partei, zu gründen und trat Likud am 6. November bei.                                                                |
| Mifleget ha-Merkas         | Uri Savir               | verließ die Partei am 6. März 2001, um Derech Chadascha, eine unabhängige Partei, zu gründen. verließ die Knesset am 8. März 2001 und ersetzt durch David Magen.  |
| Mifleget ha-Merkas         | Dalia Rabin-Pelossof    | verließ die Partei am 6. März 2001, um Derech Chadascha, eine unabhängige Partei, zu gründen. Derech Chadascha fusionierte am 7. Mai 2001 mit Jisrael Achat.      |
| Nationalreligiöse Partei   | Jitzchak Levy           | verließ die Knesset und ersetzt durch Nahum Langental am 15. Juli 1999.                                                                                           |
| Nationalreligiöse Partei   | Chaim Druckman          | |
| Nationalreligiöse Partei   | Shaul Yahalom           | |
| Nationalreligiöse Partei   | Jig’al Bibi             | |
| Nationalreligiöse Partei   | Sebulon Orlew           | |
| Vereinigtes Thora-Judentum | Meir Porusch            | |
| Vereinigtes Thora-Judentum | Avraham Ravitz          | |
| Vereinigtes Thora-Judentum | Yaakov Litzman          | |
| Vereinigtes Thora-Judentum | Mosche Gafni            | |
| Vereinigtes Thora-Judentum | Shmuel Halpert          | |
| Vereinigte Arabische Liste | Abdulmalik Dehamshe     | |
| Vereinigte Arabische Liste | Taleb el-Sana           | |
| Vereinigte Arabische Liste | Hashem Mahameed         | verließ die Partei am 10. Dezember 2002, um Akdhut Leumit – HaBrit HaLeumit HaMitkademet, eine unabhängige Partei, zu gründen.                                    |
| Vereinigte Arabische Liste | Tawfik Khatib           | verließ die Partei am 19. Februar 2001, um HaMiflaga HaLeumit HaAravit, eine unabhängige Partei, zu gründen.                                                      |
| Vereinigte Arabische Liste | Muhamad Kanan           | verließ die Partei am 19. Februar 2001, um HaMiflaga HaLeumit HaAravit, eine unabhängige Partei, zu gründen.                                                      |
| Nationale Union            | Rechaw’am Ze’ewi        | ermordet am 17. Oktober 2001. ersetzt durch Uri Ariel. |
| Nationale Union            | Chanan Porat            | verließ die Knesset und ersetzt durch Zvi Hendel am 20. Oktober 1999                                                                                              |
| Nationale Union            | Michael Kleiner         | verließ die Partei, um Herut, eine unabhängige Partei, zu gründen.                                                                                                |
| Nationale Union            | Benjamin Elon           | |
| Chadasch                   | Mohammad Barakeh        | |
| Chadasch                   | Issam Makhoul           | |
| Chadasch                   | Tamar Gozansky          | |
| Yisrael Beiteinu           | Avigdor Lieberman       | |
| Yisrael Beiteinu           | Yuri Stern              | |
| Yisrael Beiteinu           | Michael Nudelman        | |
| Yisrael Beiteinu           | Eliezer Cohen           | |
| Balad                      | Azmi Bischara           | |
| Balad                      | Ahmad Tibi              | verließ die Partei am 21. Dezember 1999, um Ta'al zu gründen |
| Am Echad                   | Amir Peretz             | |
| Am Echad                   | Haim Katz               | |

### Umbesetzungen
| Mitglied          | ersetzt             | Datum             | Partei                   | Anmerkungen                                                                                        |
| ----------------- | ------------------- | ----------------- | ------------------------ | -------------------------------------------------------------------------------------------------- |
| Yuval Steinitz    | Binyamin Netanyahu  | 6. Juli 1999      | Likud                    | |
| Nahum Langental   | Jitzchak Levy       | 15. Juli 1999     | Nationalreligiöse Partei | |
| Zvi Hendel        | Chanan Porat        | 20. Oktober 1999  | Nationale Union          | |
| Eli Ben-Menachem  | Yossi Beilin        | 17. November 1999 | Jisrael Achat            | |
| Colette Avital    | Matan Vilnai        | 17. November 1999 | Jisrael Achat            | |
| Mossi Raz         | Chaim Oron          | 25. Februar 2000  | Meretz                   | |
| Se’ev Boim        | Moshe Katsav        | 31. Juli 2000     | Likud                    | |
| Mordechai Mishani | Eli Goldschmidt     | 15. Februar 2001  | Jisrael Achat            | verließ Jisrael Achat, um Gesher, eine unabhängige Partei, zu gründen                              |
| Efi Oshaya        | Uzi Baram           | 15. Februar 2001  | Jisrael Achat            | |
| David Magen       | Uri Savir           | 8. März 2001      | Mifleget ha-Merkas       | |
| Nehama Ronen      | Amnon Lipkin-Shahak | 8. März 2001      | Mifleget ha-Merkas       | |
| Eitan Cabel       | Ehud Barak          | 9. März 2001      | Jisrael Achat            | |
| Yehiel Lasri      | Jitzchak Mordechai  | 28. März 2001     | Mifleget ha-Merkas       | verließ die Partei, um Lev, eine unabhängige Partei, zu gründen und trat Likud am 6. November bei. |
| Uri Ariel         | Rehavam Ze'evi      | 17. Oktober 2001  | Nationale Union          | |
| Eli Cohen         | Joschua Maza        | 22. Februar 2002  | Likud                    | |
| Yehuda Gilad      | Maxim Levy          | 5. Juni 2002      | Jisrael Achat            | |
| Orit Noked        | Schlomo Ben Ami     | 11. August 2002   | Jisrael Achat            | |
| Tzali Reshef      | Ra’anan Cohen       | 21. August 2002   | Jisrael Achat            | |
| Uzi Even          | Amnon Rubinstein    | 31. Oktober 2002  | Meretz                   | |
| Pinhas Tzabari    | David Tal           | 14. November 2002 | Schas                    | |